# Francisco Javier Uría
Francisco Javier Álvarez Uría (Gijón, 1 de fevereiro de 1950) é um ex-futebolista espanhol.

## Carreira
Francisco Javier Uría fez parte do elenco da Seleção Espanhola de Futebol da Copa do Mundo de 1978 e da Euro 1980.

## Títulos
Real Madrid
- La Liga: 1974–75, 1975–76
- Copa del Generalísimo: 1974–75